# KISSして・超能力少女
『KISSして・超能力少女』（キスしてエスパーガール）とは、八神千歳による日本の漫画作品。『ちゃお』（小学館）にて2002年1月号に掲載した読み切り作品である。当項目では当作品の続編についても一括して記す。

## 概要
八神千歳のちゃおにおける初の長編読み切り作品となる当作品は、スプーン曲げを初めとする超能力をこなせる少女・高城麻帆が幼なじみで超能力に興味を持つ少年・藤原啓介との恋愛関係を綴った作品である。

## 登場人物
高城 麻帆（たかしろ まほ）
主人公。中学2年生。
幼い頃からスプーン曲げの超能力が出来ることを秘めている少女。ある日幼なじみの啓介とファーストキスしたことで秘めていた超能力が目覚めてしまった。
実は幼い頃に怪我して泣いていた時、啓介に怪我したところをキスされたことでスプーン曲げの超能力に目覚めた。
藤原 啓介（ふじわら けいすけ）
麻帆の幼なじみ。
超能力に興味を持ち、超能力に関する話題に敏感である。
サッカー部に所属しており、現在は補欠だが、麻帆の超能力でゴールが決まってしまう等と超能力を巡る騒動に多く関わっていたりする。
九条 聖人（くじょう まさと）
続編『キケンな★超能力学園』にて登場。生徒会長。
超能力が使えるが、幼い頃はその超能力を気味悪がられていじめを受け、その復讐のため悪巧みを企て、麻帆に接近しようとしている。
赤木 芽衣子（あかぎ めいこ）
続編『キケンな★超能力学園』にて登場。生徒会副会長。
聖人の幼なじみで、幼い頃に超能力のせいでいじめを受けていた聖人のことを唯一受け入れていた。
聖人のことが好きだが、彼が自分と同じ超能力者である麻帆に接近することで彼女に嫉妬する。しかし聖人の独裁行為を抑制しようとしている。
千亜里（ちあり）
続編『お熱いファイヤーガール』にて登場。
海水浴場で男に絡まれていたところを啓介に助けられ、一目惚れする少女。
怒ると手やいろんなところで炎が出る超能力を持つ。

## 掲載・サブタイトル
1. KISSして・超能力少女（『ちゃお』2002年1月号）
2. キケンな★超能力学園（『ちゃおデラックス』2002年6月26日号）
3. お熱いファイヤーガール（『ちゃおデラックス』2002年8月22日号）

- 単行本では他にエピソードが追記収録されている。

## 特記事項
当作品は八神のちゃおにおける単行本のタイトルとなり、同単行本八神の読み切り作品である『電GEKI的らぶロマンス』、『恋して・チャイナガール』を収録している。

## 書誌情報
- 八神千歳『KISSして♥超能力少女（エスパーガール）』小学館〈ちゃおフラワーコミックス〉2002年9月初版発行、ISBN 978-4-09-138151-4[1]